# Nilla Nielsen
Nilla Nielsen est une auteur-compositeur-interprète suédoise née le 29 janvier 1975 à Helsingborg.

## Biographie
Elle sort son premier album Redemption Sky en 2004 sur le label Gecko Music. La chanson Goldfish In a Bowl figurant sur l'album fait partie de la bande originale du film suédois Hata Göteborg (sv).

## Discographie

### Albums
- Redemption Sky, 2004
- Shellshocked, 2008
- Shadows, 2010
- Higher Ground, 2010
- Så nära, 2012

### Singles
- Bite Me, 2003
- Salvation, 2004
- Himmelen måste saknat sin ängel, 2008
- Found You, 2008
- The Mister Song, 2008
- Just Dance, 2009
- Underbar, 2010
- Man from the North, 2010
- Salt, 2010
- Tror jeg elsker dig, 2011
- En annorlunda kontaktannons, 2011
- Kommer inte att sova i natt, 2012
- Jag har sett det på Facebook, 2012